# Placa, Dubrovnik
Placa (Stradun) je glavna dubrovniška ulica starega mestnega središča.
Placa ali Stradun je glavni odprt komunalni prostor Dubrovnika, ter vsekakor najbolj priljubljeno dubrovniško sprehajališče in zbirališče. To je prizorišče vseh velikih ljudskih slovesnosti in procesij, pa tudi glavna trgovska arterija  starega središča Dubrovnika. Ta najširša in najlepša mestna ulica deli staro mestno središče na severni in južni del. Obenem je to najkrajša povezava  med zahodnimi vrati (Vrata s Pil, Dubrovnik) in vzhodnimi mestnimi vrati ( Vrata s Ploč, Dubrovnik ). Nastala je konec 9. stoletja, ko so zasipali plitko morsko ožino, ki je ločevala nekdanji otoček Lave in naselje na njemu od kopna in drugega naselja. Svojemu pravemu namenu so Placo izročili konec 12. stoletja. Ime Placa prihaja iz grškega in latinskega pojma  » platea » in so ga tu prevedli v ulico. Drugo ime, Stradun, izvira  od Benečanov in je porogljiv naziv za veliko ulico. Svojo današnjo podobo je Placa dobila po velikem potresu leta 1667, ko so Dubrovnik mrzlično obnavljali po uničenju po potresu in požarih. Pri obnovi je senat dubrovniške republike predpisal izgradnjo nekoliko trgovin podobnega videza v pritličju vske stavbe, kar je lepo izražalo skrb oblasti za ohranjevanje trgovske dejavnosti.
Na zahodnem delu Place, pri vratih s Pil, se prostor razširja - tu je Poljana Pakoja Miličeviča, kjer se nahajata dva samostana - moški frančiškanski samostan in ženski samostan sv. Klare. Ob samem obzidju se vzdiguje cerkev sv. Odrešenja, sredino poljane pa krasi veliki Onofrijev vodnjak, ki so ga zgradili potem ko je Dubrovnik dobil vodovod. Na vzhodni strani pa Placa prehaja v osrednji dubrovniški trg, ki je bil središče javnega življenja v mestu imenovan trg Luža.
V sredini trga Luža stoji Orlandov steber, na severni strani pa stoji palača Sponza, za njo pa proti severuzahodu stoji Dominikanski samostan, na južni strani pa trg zapira baročna cerkev sv. Vlaha. Nasproti cerkve sv. Vlaha, kjer se prične trg Prid dvorom, stoji Knežji dvorec. Trg Prid dvorom pa se na jugu končuje z Dubrovniško katedralo.